# دهستان یونسی
دهستان یونسی نام دهستانی در بخش یونسی شهرستان بجستان، استان خراسان رضوی در ایران است. براساس سرشماری مرکز آمار ایران در سال ۱۳۹۰، جمعیت آن ۲٬۸۷۵ نفر (۸۱۳ خانوار) بوده‌است.